# Ramón Fagoaga
Ramón Fagoaga   (San Miguel, 12 de gener de 1952) és un exfutbolista salvadorenc de la dècada de 1970.
Fou internacional amb la selecció del Salvador.
Pel que fa a clubs, destacà a Dragón i Atlético Marte.